# Că̤

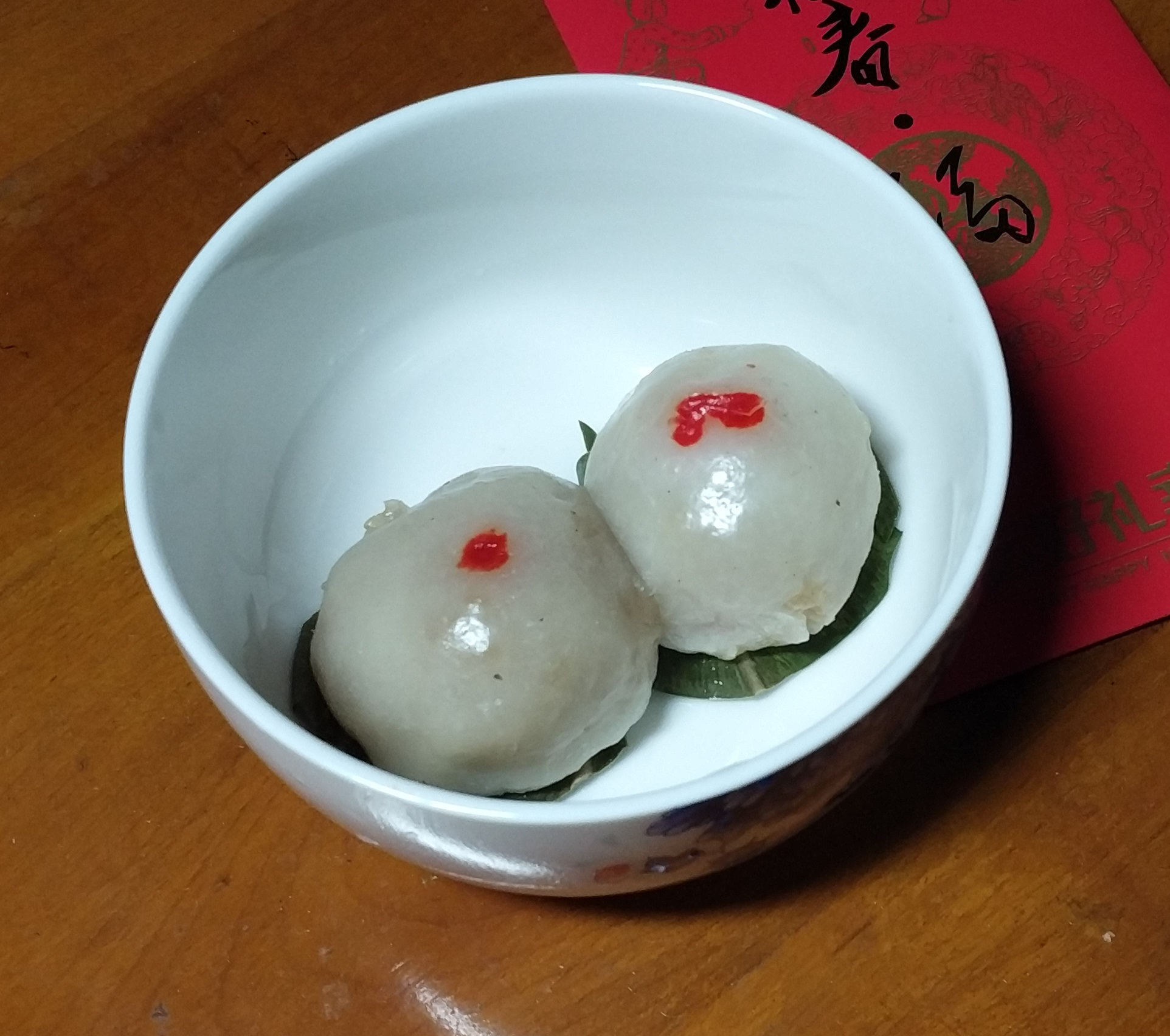
𰫕

Că̤ (en chinois : 𰫕) est un aliment spécial du festival de Fuzhou fait avec des feuilles de plantin enveloppées dans du riz gluant ou dans de la pâte de haricots. Le Că̤ était autrefois utilisé pour vénérer les dieux.

Le caractère 𰫕

Le caractère chinois 𰫕 (U+30AD5) est rarement écrit sans le caractère Unicode "�".

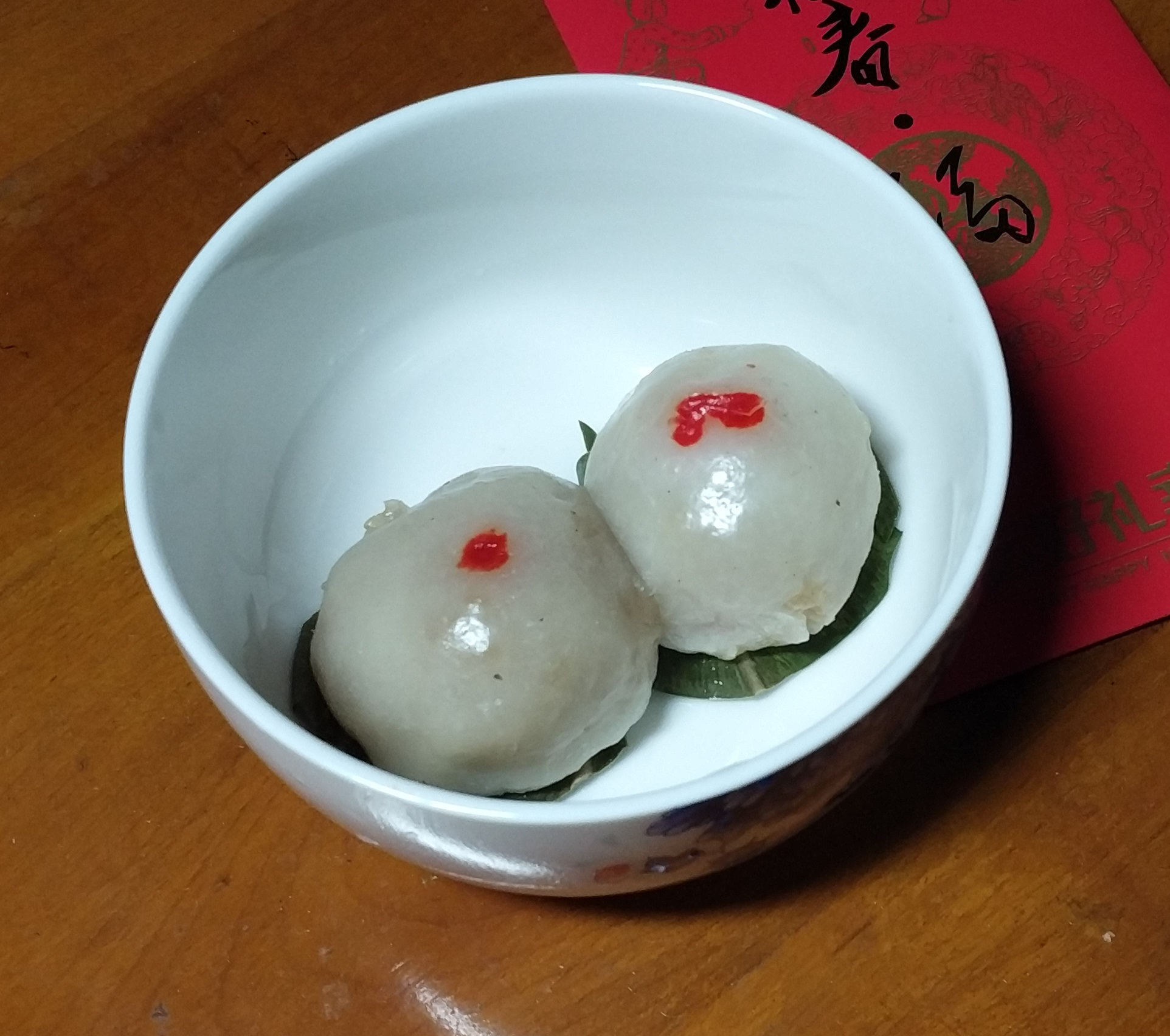
Că̤.jpg
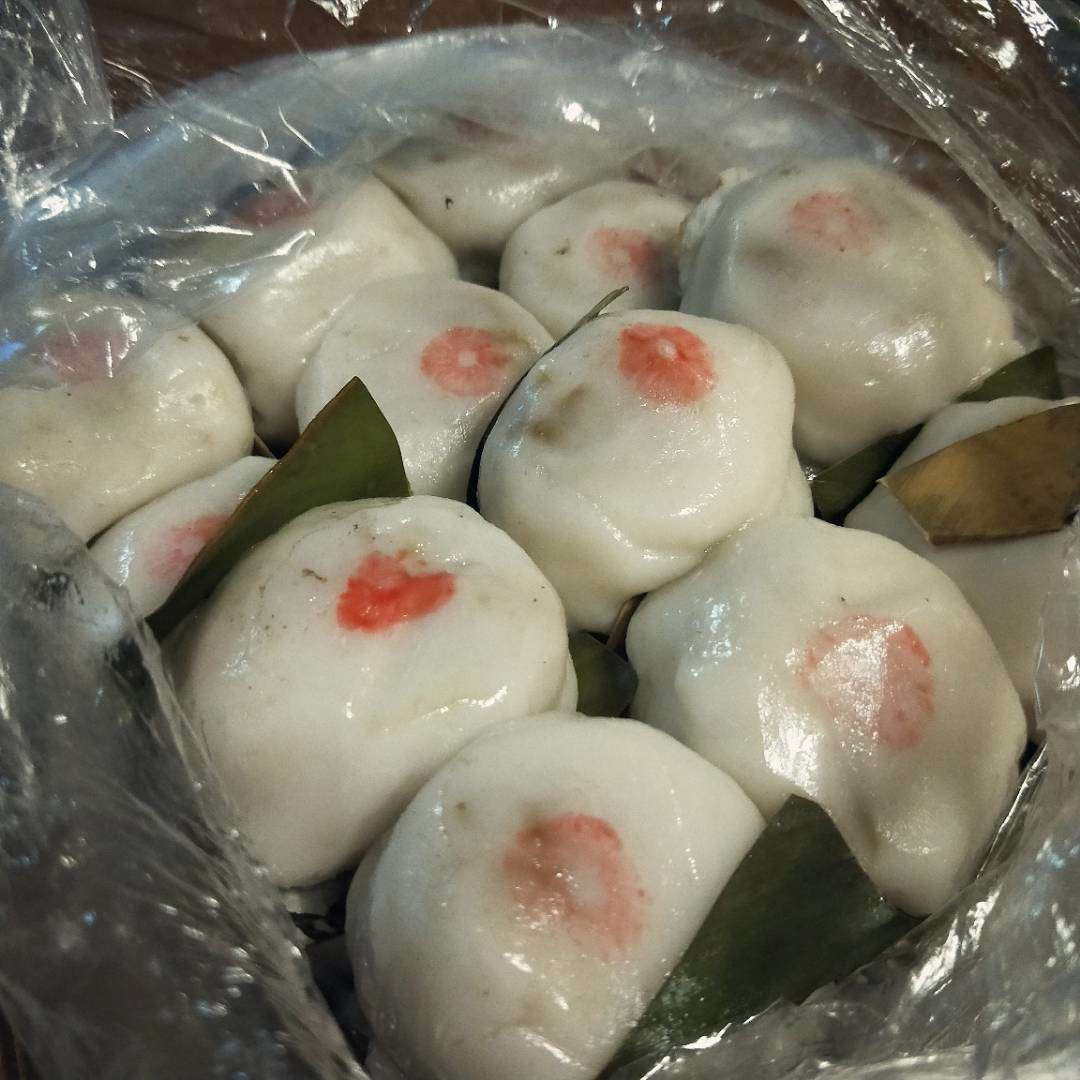
福州過年時喫的 米齊.jpg
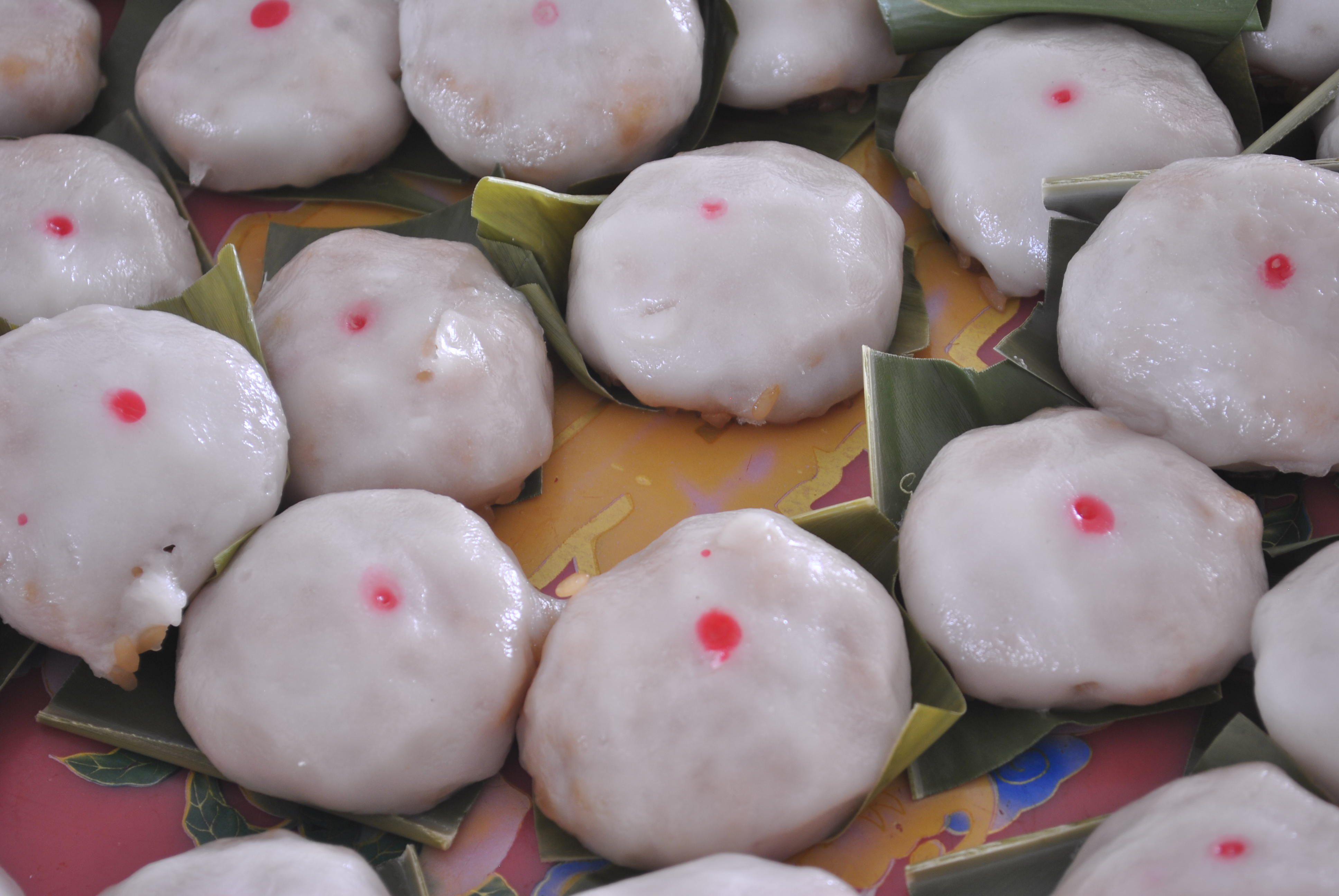
米齊.jpg